# Werpin
Werpin est un village de la commune belge de Hotton située en Région wallonne dans la province de Luxembourg. Il fait partie de la section de Hotton.

## Géographie

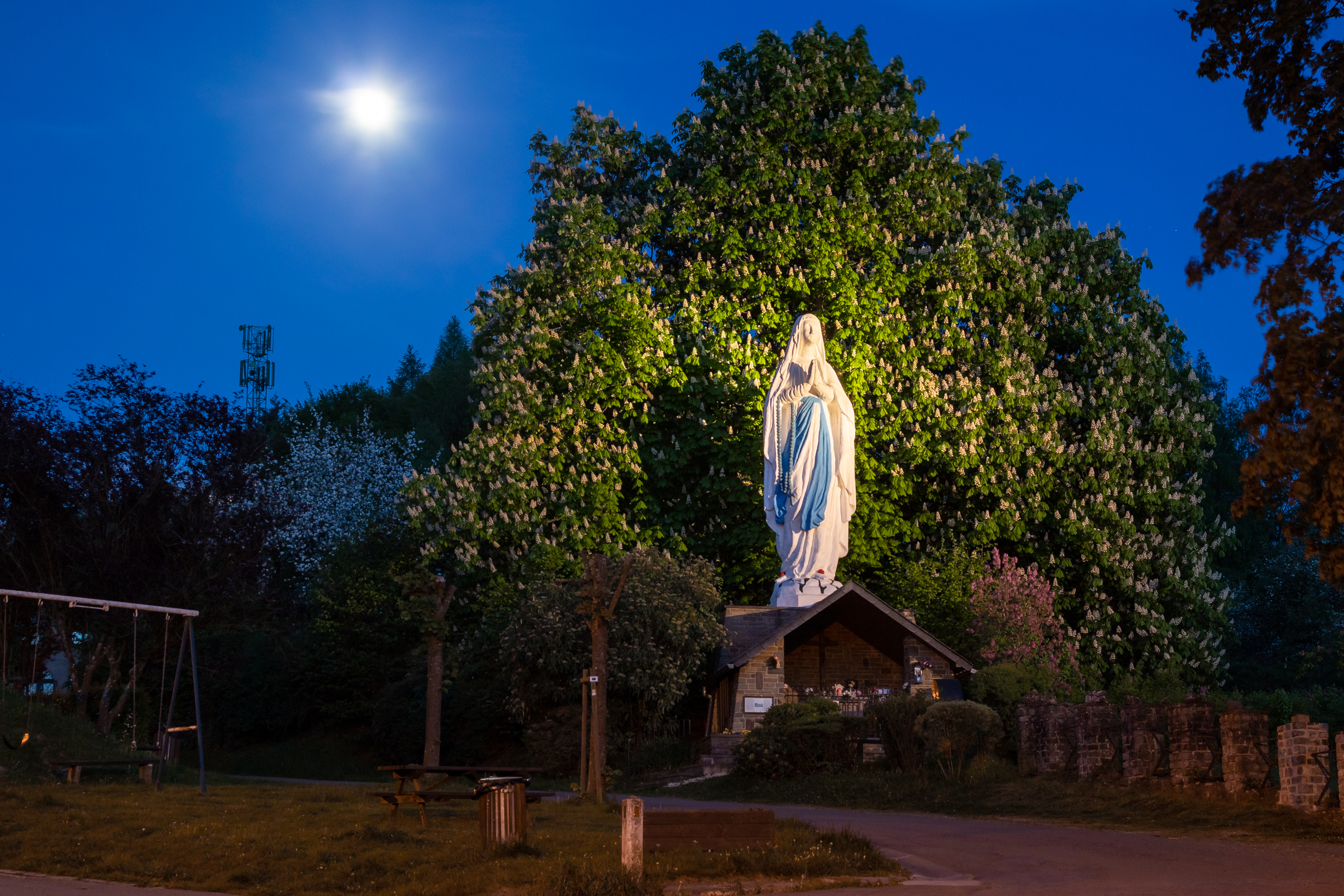
La Vierge de Werpin

Werpin se trouve à trois kilomètres au sud-est du village de Hotton, sur la rive droite de l’Ourthe, un affluent de la Meuse.
Le village est connu pour sa statue monumentale de la Vierge.